# Вольт-ампер
Вольт-ампер (англ. volt-ampere, нім. Volt-Ampere n) — позасистемна одиниця вимірювання повної потужності електричного струму, допущена до застосування в електротехніці нарівні з одиницями SI; дорівнює добутку діючих значень сили струму і напруги на вхідних контактах при довільному зсуві фаз {\displaystyle \varphi } між струмом і напругою.
Зручність використання такої одиниці є те, що, на відміну від мереж постійного струму, в мережах змінного струму споживана потужність (т.з. Активна потужність), яка вимірюється в ватах, не обов'язково дорівнює добутку ефективного струму на ефективну напругу. При наявності зсуву по фазі між струмом і напругою (що характерно, наприклад для електромоторів і трансформаторів), активна потужність менша від зазначеного добутку. З метою опису цього ефекту в техніці вводяться поняття повної потужності, активної потужності і реактивної потужності.
Вольт-ампер позначається В·А або V·A.
Використовується як одиниця вимірювання величини повної потужності електричного струму.
Широко використовуються похідні величини: кіловольт-ампер кВ·А (kV·A, кВА, kVA), мегавольт-ампер МВ·А (MV·A, МВА, MVA).